# Time Traveler (tàu lượn)
Time Traveler là một tàu lượn siêu tốc bằng thép ở công viên giải trí Silver Dollar City, Branson, Missouri, Hoa Kỳ. Được sản xuất bởi kỹ sư người Đức Mack Rides cùng các đồng sự trong công viên, Time Traveller khai trương năm 2018, qua đó trở thành tàu lượn siêu tốc mới đầu tiên của công viên Silver Dollar City kể từ khi tàu lượn Outlaw Run mở cửa năm 2013. Time Traveller mang trong mình câu chuyện hư cấu về người thợ sửa đồng hồ Charles Henry cùng con gái ông, đồng thời làm nổi bật những thành tựu trong lĩnh vực du hành thời gian của con người. Chiếc tàu lượn siêu tốc này có thể đạt đến độ cao tối đa là 100 foot (30 m) với tốc độ cao nhất xấp xỉ 50,3 dặm Anh trên giờ (81,0 km/h) và có tổng chiều dài là 3.020 foot (920 m).
Khi mở cửa, Time Traveller trở thành tàu lượn siêu tốc hoàn chỉnh nhanh nhất và cao nhất. Cùng với đó, đây còn là tàu lượn đầu tiên tự xoay quanh trục có ba vòng lộn ngược và là mô hình đầu tiên của "X-treme Spinning Coasters" do Mack Rides sản xuất. Năm 2018, tàu lượn này đã được liệt vào danh sách gỉi thưởng thường niên Golden Ticket Awards của tạp chí Amusement Today với tư cách là chiếc tàu lượn  bằng thép mới khánh thành tốt thứ hai trong năm và cũng là tàu lượn bằng thép tốt thứ 18 trong năm.

## Lịch sử
Ý tưởng ban đầu cho một điểm thu hút mà sau này sẽ trở thành Time Traveller kéo dài hơn bốn năm. Vào tháng 1 năm 2016, khi Mack Rides hoàn thành mẫu thiết kế chiếc tàu lượn siêu tốc mới, Jane Cooper, giám đốc điều hành kiêm chủ tịch của Herschend Family Entertainment cùng Brad Thomas, chủ tịch của các điểm tham quan ở Silver Dollar City, đã có chuyến trải nghiệm tại Europa-Park, nơi chiếc tàu lượn được trưng bày trên đường tàu siêu tốc Blue Fire. Trong chuyến đi đầu tiên trên chiếc tàu lượn, Thomas đã mô tả rằng trải nghiệm đó "thực sự giống như một tách trà", nhưng rất hứa hẹn cho việc thiết kế. Sau đó, cả Cooper và Thomas liên tiếp thực hiện nhiều chuyến đi đến công viên để thảo luận và lên kế hoạch với Mack Rides trước khi có được mô hình cho điểm thu hút mới này.
Tháng 2 năm 2016, Herschend Family Entertainment (chủ sở hữu của Silver Dollar City) đã đăng ký nhãn hiệu với Văn phòng nhãn hiệu và bằng sáng chế Hoa Kỳ cho nhiều tên bao gồm "Barke", "Time Traveller" và "Top Dog". Đến tháng 6, trong một vài chuyến đi thử nghiệm khác, Cooper và Thomas bắt đầu nảy ra nhiều cái tên đáng chú ý khi đang quan sát khung thiết kế của chiếc tàu lượn. Việc xây dựng được tiến hành vào tháng 10 năm 2016. Ngày 15 tháng 2 năm 2017, các bức ảnh được Springfield News-Leader chụp hé lộ việc xây dựng đang diễn ra trong công viên. Một người quản lý công viên thừa nhận rằng phần nền móng đã được chuẩn bị cho một điểm thu hút mới, nhưng không xác nhận nó là gì.
Silver Dollar City chính thức công bố dự án "Time Traveler" vào ngày 16 tháng 8 năm 2017 và khẳng định rằng, khi hoàn thành, nó sẽ là tàu lượn siêu tốc cao nhất, nhanh nhất và dài nhất trên thế giới. Chiếc xe lửa do Mack Rides sản xuất với chi phí 26 triệu đô la. Trong các hồ sơ, tàu lượn này hướng đến mục tiêu sẽ là tàu lượn siêu tốc tự xoay quanh trục duy nhất có chu trình khởi động hai lần, một đường vòng thẳng đứng và ba lần lộn nhào. Ngày 19 tháng 9 năm 2017, những đoạn đường cuối cùng đã được đưa ra trưng bày cho khách tham quan. Một xướng ngôn viên của công viên nói rằng đoàn tàu đã hoàn thành khoảng 50% quá trình.
Các chuyến tàu dùng cho chuyến đi thử nghiệm chính thức được tiết lộ vào ngày 14 tháng 11 năm 2017 trong cuộc triển lãm của Hiệp hội Công viên giải trí và Điểm tham quan quốc tế (IAAPA) 2017. Lần chạy thử đầu tiên của con tàu bắt đầu vào ngày 14 tháng 12 năm 2017. Vào tháng 2 năm 2018, ban lãnh đạo Silver Dollar City tuyên bố rằng việc ra mắt Time Traveler sẽ diễn ra đồng thời với các hoạt động theo mùa của công viên. Ngày 13 tháng 3 năm 2018, ban lãnh đạo công viên dành ra một ngày tổ chức một chuyến đi cho 150 khách mời trong giới truyền thông. Ngày 14 tháng 3 năm 2018, đoàn tàu thương mại đầu tiên chính thức khai trương. Ban đầu, chuyến đi được tài trợ bởi White River Valley Electric, nhà cung cấp điện cho công viên. Tuy nhiên, thỏa thuận kéo dài năm năm đã bị hủy nhanh chóng ngay sau thông báo bắt nguồn từ những lo ngại của các thành viên và ban giám đốc của công ty.

## Trải nghiệm

### Chủ đề
Chiếc tàu lượn siêu tốc được lấy chủ đề là câu chuyện kể về nhân vật hư cấu, Charles Henry và việc ông mua lại công việc chế tạo đồng hồ gia đình gần đây. Henry, lấy cảm hứng từ các tác phẩm khoa học viễn tưởng của Jules Verne, đã đặt ra ý tưởng làm cho thế giới tốt đẹp hơn thông qua phát minh du hành thời gian. Theo cụm từ "ước mơ lớn, làm điều tốt" được tạo ra cho chuyến đi, Henry, cùng với con gái Emmaline, đã tạo ra thiết bị du hành thời gian làm nổi bật khả năng của con người và đưa ra quyết định tốt nhất cho nhân loại thông qua sự thay đổi của thời gian. Câu khẩu hiệu dùng để thu hút khách được sử dụng nhằm nhấn mạnh những thành tựu cá nhân trong cộng đồng xung quanh công viên, tương tự như điểm thu hút trước đây của họ, Outlaw Run, tôn vinh việc thực thi pháp luật thông qua câu chuyện của mình.

### Khu vực xếp hàng
Tọa lạc trong khu Valley Road của công viên, con phố chính được tái cấu trúc để xây dựng nhiều điểm vui chơi mới cho, bao gồm các nhà hàng. Tại nhà ga của khu tàu lượn siêu tốc là một tòa nhà ba tầng trình chiếu câu chuyện của Charles Henry và nhà máy sản xuất đồng hồ của ông. Tầng đầu tiên của nhà chờ bao gồm phòng kho của nhà máy, với thông tin yêu cầu du khách trở thành nhân viên tình nguyện của doanh nghiệp. Ở tầng thứ hai du khách có thể thấy những văn phòng trong công ty và cuộc thử nghiệm với các thành phần của chiếc đồng hồ đặt trong nhà máy. Tầng thứ ba là về chính Henry, trong đó ông tiết lộ về thiết bị du hành thời gian của mình và về việc những người tham gia sẽ được trải nghiệm thiết bị ấy ra sao. Toàn bộ câu chuyện này do Weber Group xây dựng trên nền nhạc do John Presley sáng tác.

### Bố trí
Sau khi cổng mở, các đoàn tàu rời khỏi nhà ga và hướng thẳng lên trên một góc 90 độ. Sau đó, khi đoàn tàu đạt độ cao 90 foot (27 m), nó sẽ lao xuống với tốc độ tối đa 50,3 dặm Anh trên giờ (81,0 km/h) rồi đi vào một vòng lặp lặn, sau đó hướng lên trên, rẽ trái vào một khúc cua nghiêng rồi rẽ phải vào một khúc cua nghiêng khác có hình chữ U. Tiếp theo, các đoàn tàu đi vào điểm khởi động đầu tiên của động cơ đồng bộ tuyến tính, nơi đoàn tàu dừng lại trong giây lát trước khi tăng tốc lên 47 dặm Anh trên giờ (76 km/h) chỉ trong ba giây. Các đoàn tàu sau đó tiếp tục đi vào một đường cong nghiêng bên trái trước khi lao mạnh xuống ở độ cao 95 foot (29 m) tại vòng lặp thẳng đứng. Ngay sau đó, các đoàn tàu đi lên theo một khúc cua nghiêng bên trái và sau đó đi xuống một đường cong nghiêng bên phải, nơi nó chuyển sang một đoạn đường ray xoắn ốc gọi là "đoạn không trọng lực" và đi tiếp đến một góc cua nghiêng bên trái trước khi tiến vào điểm khởi động thứ hai của động cơ đồng bộ tuyến tính và lao đi với vận tốc từ 30 dặm Anh trên giờ (48 km/h) đến 45 dặm Anh trên giờ (72 km/h). Ngay sau đó, các đoàn tàu hướng thẳng lên, đi vào hai khúc cua nghiêng lần lượt ở bên phải và bên trái rồi vào đi vào đường chạy phanh (đường giảm tốc), rẽ phải lần cuối trước khi quay trở lại nhà ga. Dù có nhiều khúc cua và đường chạy khác nhau, nhưng một chu kỳ của chuyến đi chỉ mất không tới hai phút.

## Nét đặc trưng

### Tuyến đường

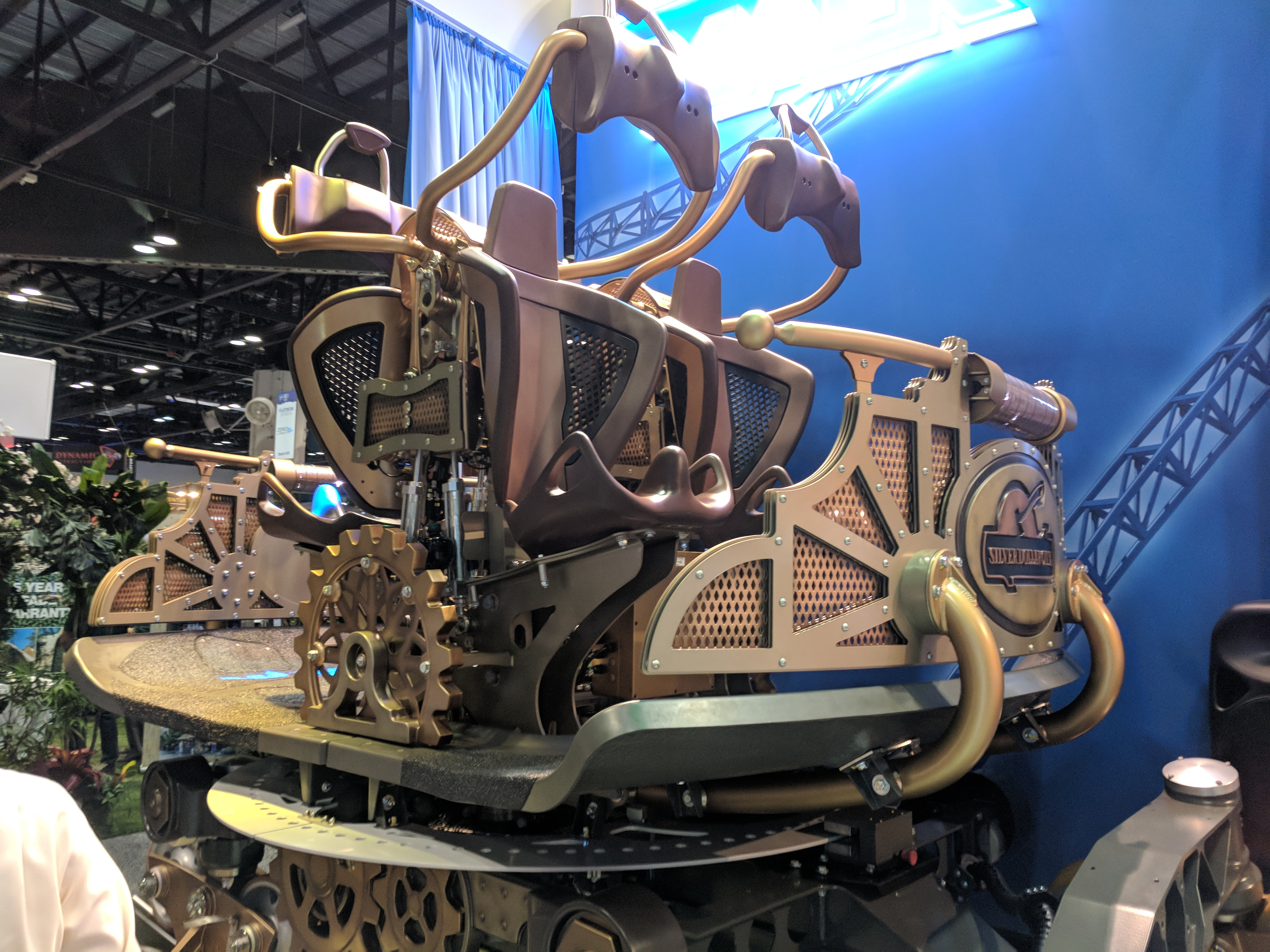
Một toa xe của Time Traveller tại gian hàng Mack Rides ở IAAPA IAE 2017

Đường ray hình ống bằng thép dài 3.020 foot (920 m) và có chiều cao tối đa 100 foot (30 m). Không giống như những tàu lượn siêu tốc thông thường, Time Traveller không có đồi thang máy (một đoạn dốc lên gần như thẳng đứng) vì ngay khi rời khỏi nhà ga, con tàu sẽ lướt đi trên đường ray nhờ địa hình cao. Toàn bộ tuyến đường đều được sản xuất, phát triển và thiết kế bởi Mack Rides. Đường ray được tô điểm bằng màu ô liu đi kèm với màu mocha kết hợp cùng nhóm màu steampunk. Trong suốt chuyến đi, sẽ có 14 lần các đường ray vượt chồng lên nhau.

### Các toa xe
Time Traveller hoạt động với ba đoàn tàu, mỗi đoàn tàu bao gồm bốn chiếc ô tô được bố trí hai bên thành hai hàng ghế ngồi ngửa, cho phép mười sáu người ngồi. Mỗi toa của con tàu có màu đồng thau, mang hình dáng những chiếc bánh răng, cùng vô vàn những "linh kiện công nghiệp" khác nhau. Người chơi bắt buộc phải cao ít nhất 51 inch (130 cm) để tham gia chuyến đi. Toa tàu mang hình dáng mô hình "X-treme Spinning Coaster" đầu tiên được sản xuất bởi Mack Rides. Đó là một toa xe quay tự do được điều khiển bằng phanh từ.

## Động cơ

Sơ đồ về cách thức hoạt động của phanh đĩa

Mô hình tàu lượn do Mack Rides sản xuất có cơ chế độc đáo so với mô hình tàu lượn siêu tốc truyền thống. Mỗi đoàn tàu có một phanh từ tính nằm dưới bánh xe của tàu lượn. Khi đĩa kim loại nằm ở phần trên đi qua chỗ phanh khóa, nó hoạt động như một bề mặt dẫn điện làm xoay khung xe cũng như làm chậm vòng quay. Ngoài ra, phanh từ tính có thể được thắt chặt hoặc nới lỏng để điều chỉnh vòng quay của tàu lượn. Các đoàn tàu đều có hệ thống nguồn cung cấp điện, sẵn sàng để làm thẳng hàng những toa xe của tàu lượn khi chúng cố định trong quá trình giảm tốc về ga, cũng như hoạt động như một bộ sạc cho đèn LED trang trí trên tay vịn đặt phía trước du khách. Một thanh góp điện gắn phía dưới tàu lượn có nhiệm vụ truyền dữ liệu từ những toa xe đến hệ thống điều khiển trung tâm. Các thanh chắn an toàn sẽ tự động hạ thấp mỗi khi có người ngồi trên tàu và được cố định vào vị trí bằng xi lanh thủy lực. Những thanh chắn này cũng được kiểm tra kĩ càng bởi tiếp viên và người điều khiển trước khi khởi hành. Bên cạnh đó, để tránh việc đoàn tàu giải phóng điện tích trong quá trình hoạt động dẫn đến cản trở các thiết bị điện tử trên tàu, nhà thiết kế đã đặt gần mỗi bánh xe của con tàu vài cây chổi nhỏ làm từ thép tổng hợp.

## Kỷ lục
Khi Time Traveler chính thức mở cửa vào năm 2018, nó đã trở thành tàu lượn siêu tốc hoàn chỉnh có vận tốc nhanh nhất và ở vị trí cao nhất vào thời điểm đó. Ngoài ra, tàu lượn siêu tốc này cũng là tàu lượn siêu tốc tự quay quanh trục đầu tiên trên thế giới có ba vòng lộn ngược, vượt qua kỷ lục trước đó do tàu Gekion Live Coaster đặt tại Tokyo Joypolis nắm giữ, khi chỉ có duy nhất một vòng lộn ngược.

## Đánh giá
Time Traveller được các nhà phê bình và khách mời đón nhận nồng nhiệt. Arthur Levine của tờ USA Today ca ngợi việc sử dụng phanh từ tính để điều khiển vòng quay của con tàu. Ông cũng bày tỏ rằng con tàu khác biệt với các tàu lượn khác vì "vòng xoay êm ái" và trơn tru. Bailey Strohl của KTTS cho rằng lần trải nghiệm là một chuyến đi mới mẻ. Matt Meltzer của Thrillist cho biết chuyến đi khá thoải mái và không khiến ông buồn nôn, đồng thời nói thêm rằng trải nghiệm ở ghế sau sẽ có giá trị hơn trải nghiệm ở ghế trước vì cảnh quan có vẻ rõ ràng hơn.
James Rao của Theme Park Insider nhận xét rằng Time Traveler mang lại một chuyến đi suôn sẻ và thoải mái từ đầu đến cuối, khẳng định nó là "một sự bổ sung khác cho địa hình đồi núi của Silver Dollar City và cung cấp một cuộc phiêu lưu độc đáo trong một công viên tuyệt vời." Ông cũng nhận xét rằng chuyến đi mặc dù ngắn hơn về thời gian so với các tàu lượn khác, đã được bù đắp thành thông bởi nhịp độ và các yếu tố của nó. Một số du khách từ hội nghị American Coaster Enthusiast (ACE) đến tham gia trải nghiệm tại công viên cũng có nhiều nhận xét tích cực về tàu lượn siêu tốc này.